# Euphorbia rockii
Euphorbia rockii là một loài thực vật có hoa trong họ Đại kích. Loài này được C.N.Forbes mô tả khoa học đầu tiên năm 1909.